# Aspicilia intermutans
Aspicilia intermutans är en lavart som först beskrevs av William Nylander och som fick sitt nu gällande namn av Johann Franz Xaver Arnold. 
Aspicilia intermutans ingår i släktet Aspicilia och familjen Megasporaceae. Arten är reproducerande i Sverige. Inga underarter finns listade i Catalogue of Life.